# Diocesi di Mottola
La diocesi di Mottola (in latino Dioecesis Motulensis) è una sede soppressa e sede titolare della Chiesa cattolica.

## Territorio
La diocesi comprendeva i borghi di Mottola, Palagiano, Massafra e Palagianello.
Sede vescovile era la città di Mottola, dove fungeva da cattedrale la chiesa di Santa Maria Assunta, dedicata anche a San Tommaso Becket, patrono principale della città.

## Storia
La diocesi di Mottola venne eretta in epoca normanna, dopo che questi conquistarono la città nel 1023. Il primo vescovo storicamente documentato è Giovanni, menzionato in un diploma del 1081 con il quale Riccardo Siniscalco, signore di Mottola e Castellaneta, donava alcune chiese di Mottola e di Massafra all'abbazia di Cava per assensum Ioannis Mutulensis episcopi, ossia con l'assenso del vescovo di Mottola Giovanni.
Successivo vescovo mottolese è Amuro, che nel dicembre 1100 conferma all'abate Orso di Santa Maria di Banzi il possesso della chiesa di San Matteo nel territorio di Castellaneta. Nel diploma Amuro si firma come Mutulensis atque Castellanitensis ecclesie presul, vescovo delle chiese di Mottola e di Castellaneta, indizio che in quel periodo le due diocesi erano unite in persona episcopi. L'unione tuttavia dovette durare ben poco, perché nel 1110 la diocesi di Mottola è nuovamente autonoma; in quest'anno è documentato il vescovo Valcauso, che confermò all'abate di Cava il possesso dei monasteri di Sant'Angelo e di San Vito di Casalrotto, di alcune chiese, terreni e altri beni.
Fin dalla sua fondazione, la diocesi faceva parte della provincia ecclesiastica dell'arcidiocesi di Taranto. La serie episcopale è molto deficitaria nei primi secoli di vita della diocesi, e solo a partire dal XV secolo diventa più regolare.
«Sono rilevanti gli episcopati di Angelo Pascali (1537-1550), che partecipò al concilio Tridentino, Scipione Rebiba (1551-1556), che poi fu arcivescovo di Pisa e cardinale, Ludovico della Quadra (1664- 1695), che completò la costruzione della cappella del Rosario, e Michele Palmieri (1798-1804)», che fu l'ultimo vescovo di Mottola. Nel 1600 il vescovo Silvestro Tufo istituì il seminario diocesano.
Dopo anni di splendore, secondo la relatio ad limina del vescovo Benedetto Russo del 1606, la diocesi conobbe un lungo periodo di decadenza, tanto che i vescovi preferivano dimorare nella loro città di origine oppure sceglievano di porre la loro residenza in Massafra.
Quattordici anni dopo la morte di Palmieri, periodo in cui la sede rimase vacante, con il concordato (6 febbraio 1818) tra papa Pio VII e Ferdinando I delle Due Sicilie, la diocesi venne soppressa e i suoi territori furono uniti alla diocesi di Castellaneta. Quest'atto fu sancito il 27 giugno 1818 con la bolla De utiliori del medesimo Pio VII.
Dal 1968 Mottola è una sede vescovile titolare della Chiesa cattolica; dal 2 febbraio 2019 l'arcivescovo, titolo personale, titolare è Gianfranco Gallone, nunzio apostolico in Uruguay.

## Cronotassi

### Vescovi
- Consalvo Vulpis ? † (? - 1040 deceduto)
- Liborio ? † (1040 - ?)[5]
- Giovanni I † (menzionato nel 1081)
- Amuro (o Ancauro)[6] † (prima del 1099 - dopo il 1100)[7]
- Alimberto ? † (? - 1102 deceduto)[8]
- Valcauso † (menzionato nel 1110)
- Riccardo † (prima del 1148 - dopo il 1165)[9]
- Elisario † (menzionato nel 1181)[10]
- Anonimo † (menzionato nel 1198)[10]
- Anonimo † (menzionato nel 1215)[10]
- Anonimo † (prima del 1219 - dopo il 1221)[10]
- Giovanni II † (prima del 1226 - dopo il 1238)
- Ugo † (? - circa 1282 deceduto)[11]
- Nicola † (1283 - 21 gennaio 1299 nominato vescovo di Alatri)
- Bisanzio Domini Roberti da Taranto † (1322 - ?)[12]
- Gualterio † (? - 1354 deceduto)
- Teodoro † (27 ottobre 1354 - dopo il 1368[12])
- Antonio † (1383[12] - 1419 deceduto)
- Pietro Teodori † (19 giugno 1419 - 30 luglio 1445 nominato vescovo di Gallipoli)
- Antonio de Neotero, O.S.B. † (30 luglio 1445 - ? deceduto)
- Nicola de Genupia † (17 marzo 1468 - ?)
- Leonardo Cozzio † (13 settembre 1471 - 1482 deceduto)[13]
- Angelo da Barbiano, O.F.M. † (18 agosto 1482 - ?)
  - Roberto Piscicelli † (2 aprile 1487 - ?) (amministratore apostolico)
- Gerolamo Scondella † (? - 1502 deceduto)
- Vincenzo di Nicopoli † (1502 - ?)
- Raffaele Belli † (1503 - 1510 deceduto)[12]
- Pietro da Querci † (13 agosto 1512 - ? deceduto)
- Guido Guidone † (10 febbraio 1525 - 1528 deceduto)
- Vito Ferrato † (7 agosto 1528 - 1537 deceduto)
- Angelo Pasquali, O.P. † (6 marzo 1537 - 1550 deceduto)
  - Scipione Rebiba † (12 ottobre 1551 - 13 aprile 1556 nominato arcivescovo di Pisa) (amministratore apostolico)
  - Sede vacante (1556-1560)
- Cesare Gesualdo † (13 marzo 1560 - 1566 deceduto)
- Giovanni Ludovico da Campania † (5 luglio 1566 - 1579 deceduto)
- Giacomo Micheli † (3 agosto 1579 - 1599 deceduto)
- Silvestro Tufo, C.R. † (29 novembre 1599 - ottobre 1600 deceduto)
- Benedetto Rossi, C.R. † (3 dicembre 1601 - 22 febbraio 1621 deceduto)
- Francesco Saluzzo † (2 maggio 1622 - 1627 dimesso)
- Serafino Rinaldi, O.P. † (14 aprile 1627 - 29 settembre 1627 deceduto)
  - Sede vacante (1627-1630)
- Tommaso Anchora (o Ariconi), C.R. † (9 settembre 1630 - 8 gennaio 1635 nominato arcivescovo di Trani)
- Giovanni Battista Falesi, O.P. † (15 gennaio 1638 - 18 novembre 1646[12] deceduto)
- Tommaso d'Aquino, C.R. † (24 agosto 1648 - 1651 deceduto)
  - Sede vacante (1651-1654)
- Giovanni Camponeschi † (22 giugno 1654 - 18 dicembre 1658[12] deceduto)
  - Sede vacante (1658-1661)
- Gennaro d'Andrea † (8 agosto 1661 - 25 marzo 1663[12] deceduto)
- Ludovico Della Quadra † (21 luglio 1664 - 15 gennaio 1695 dimesso)
- Francesco Della Marra † (2 aprile 1696 - agosto 1696 deceduto)
- Michele Maria Dentice † (27 marzo 1697 - 24 ottobre[12] 1698 deceduto)
  - Sede vacante (1698-1703)
- Pier Paolo Mastrilli † (26 novembre 1703 - 7 aprile 1713 deceduto)
  - Sede vacante (1713-1719)
- Biagio Antonio Copeti † (15 maggio 1719 - maggio o giugno 1727 deceduto)
- Antonio Bianchi di Gennaro, O.F.M.Obs. † (24 aprile 1728 - 8 settembre[12] 1729 deceduto)
- Giovanni Antonio Chiaiese † (12 febbraio 1731 - circa agosto 1732 deceduto)
- Nicola Paolo Pandolfelli † (20 gennaio 1734 - 23 gennaio[12] 1766 deceduto)
- Stefano Ortiz Cortes, O.S.B.Cas. † (2 giugno 1766 - 25 febbraio[12] 1791 deceduto)
- Agostino Andriani † (18 giugno 1792 - 16 giugno[12] 1795 deceduto)
  - Sede vacante (1795-1798)
- Michele Palmieri † (29 gennaio 1798 - 29 ottobre 1804 nominato vescovo di Troia)
  - Sede vacante (1804-1818)

### Vescovi titolari
- Bernard Joseph McLaughlin † (28 dicembre 1968 - 5 gennaio 2015  deceduto)
- Angelo De Donatis (14 settembre 2015 - 28 giugno 2018 nominato cardinale presbitero di San Marco)
- Gianfranco Gallone, dal 2 febbraio 2019